# Dominique Arnould
Dominique Arnould [uitspraak: ɑʀ'nu, fonetisch: arnoe] (Luxeuil-les-Bains, 19 november 1966) is een Frans voormalig veldrijder en wielrenner. Op de weg was Arnoulds grootste prestatie winst in een Touretappe in 1992. In het veld behoorde hij van 1992 tot 1995 tot de absolute top. Arnould won drie wereldbekerveldritten en werd wereldkampioen in 1993. 
Na zijn actieve loopbaan werd Arnould ploegleider, anno 2021 bij Team TotalEnergies.

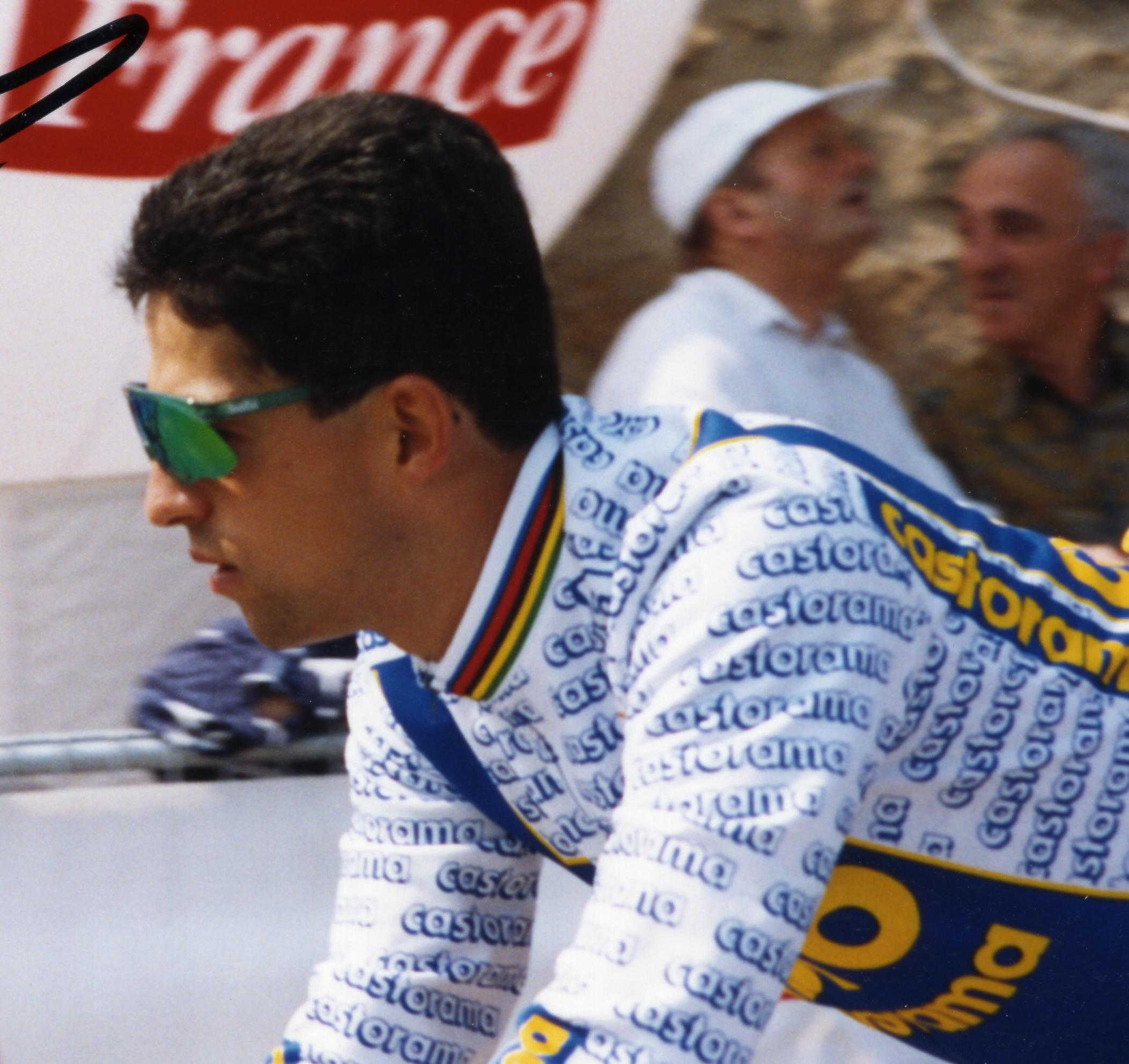
Arnould als renner van Castorama tijdens de Tour de France van 1993

## Overwinningen

### Weg
1987
- Eindklassement Ronde van de Isard (U23)

1992
- 2e etappe Giro di Puglia
- Eindklassement Giro di Puglia
- 1e etappe Ronde van Frankrijk

1993
- 2e etappe Ronde van de Toekomst

### Veldrijden
| Seizoen   | Wereldbeker              | Superprestige | GvA Trofee | Kampioenschap | Overige                                                   | Totaal |
| --------- | ------------------------ | ------------- | ---------- | ------------- | --------------------------------------------------------- | ------ |
| 1988-1989 |                          |               |            | FK            | Dijon                                                     | 2      |
| 1992-1993 |                          |               |            | WK, FK        |                                                           | 2      |
| 1993-1994 | Saint-Herblain           |               |            |               | Dijon                                                     | 2      |
| 1994-1995 | Wangen, Sablé-sur-Sarthe |               |            |               | Carnetin                                                  | 3      |
| 1995-1996 |                          |               |            |               | Pétange                                                   | 1      |
| 1996-1997 |                          |               |            |               | Camors                                                    | 1      |
| 1998-1999 |                          |               |            |               | Sablé-sur-Sarthe, Tétange, Blaye, Pontchâteau, Sarrebourg | 5      |
| 1999-2000 |                          |               |            |               | Val Joly                                                  | 1      |
| 2001-2002 |                          |               |            | FK            | Dangu, Fond-de-Gras, Lutterbach, Pétange                  | 5      |
| 2002-2003 |                          |               |            | FK            | Leudelange, Saulxures-sur-Moselotte                       | 3      |
| 2003-2004 |                          |               |            |               | Idiazabal                                                 | 1      |

## Resultaten in voornaamste wedstrijden
| Jaar | Ronde van Italië | Ronde van Frankrijk | Ronde van Spanje |
| ---- | ---------------- | ------------------- | ---------------- |
| 1989 |                  |                     |                  |
| 1990 |                  |                     |                  |
| 1991 | 29e              | 68e                 |                  |
| 1992 | 25e              | 48e (1)             |                  |
| 1993 |                  | 81e                 |                  |
| 1995 |                  |                     |                  |
| 1996 |                  | opgave              |                  |

| Jaar | Milaan-San Remo | Gent-Wevelgem | Ronde van Vlaanderen | Parijs-Roubaix | Amstel Gold Race | Luik-Bast.‑Luik | Ronde van Lombardije |
| ---- | --------------- | ------------- | -------------------- | -------------- | ---------------- | --------------- | -------------------- |
| 1989 |                 |               | 59e                  |                |                  |                 |                      |
| 1990 |                 |               | 39e                  |                |                  |                 |                      |
| 1991 |                 | 116e          |                      |                | 44e              | 68e             | 97e                  |
| 1992 | 116e            | 62e           |                      | 74e            | 62e              |                 |                      |
| 1993 | 110e            | 29e           |                      | 25e            | 11e              |                 |                      |
| 1995 | 91e             | 58e           |                      | 67e            |                  |                 |                      |
| 1996 |                 |               |                      |                |                  |                 |                      |